# MO (lojas)
MO (anteriormente Modalfa) é uma marca portuguesa que oferece uma vasta gama de vestuário, calçado e acessórios, com a maior rede de lojas de marca própria em Portugal e uma loja online. A loja online, para além de vestuário, calçado e acessórios para senhora, homem, criança e teen, disponibiliza também produtos de puericultura, mobiliário e brinquedos. É uma das 3 maiores marcas de moda têxtil em Portugal e está integrada no ecossistema de marcas do cartão Continente. 
A marca MO surge em 2013 como evolução da marca Modalfa, que, por sua vez, estava já presente no retalho têxtil português desde 1995. A passagem para MO foi justificada pela própria empresa como o "assumir da marca como prática, próxima, divertida, autêntica e curiosa, inspirada na mulher de hoje e na sua família". Foi principal marca de moda do Grupo Sonae, fazendo ainda parte do ecossistema de marcas do Cartão Continente. A marca arrancou apenas com lojas físicas, situadas em shopping malls seleccionados, contando em 2018 com mais de 120 lojas na sua rede. Tem também desde 2015 uma loja virtual.
Em maio de 2025, o Grupo Sonae anunciou a venda das suas marcas de moda MO e Zippy à equipa de gestão em funções naquele momento, por 20 milhões de euros. A compra será realizada pelo atual CEO da MO, Francisco Pimentel, e pelo Fundo Mercúrio, da Oxy Capital. A venda das duas insígnias foi concluída a 24 de julho de 2025.

## Internacionalização
Com a criação da marca MO, o grupo Sonae apostou na sua internacionalização, começando por Espanha, país onde a Sonae SR iniciou a sua atividade fora de Portugal.
Seguindo este percurso de internacionalização a empresa expandiu a marca, estando já presente no Camboja, Guatemala, Líbano, Angola e Moçambique. 

## Galeria

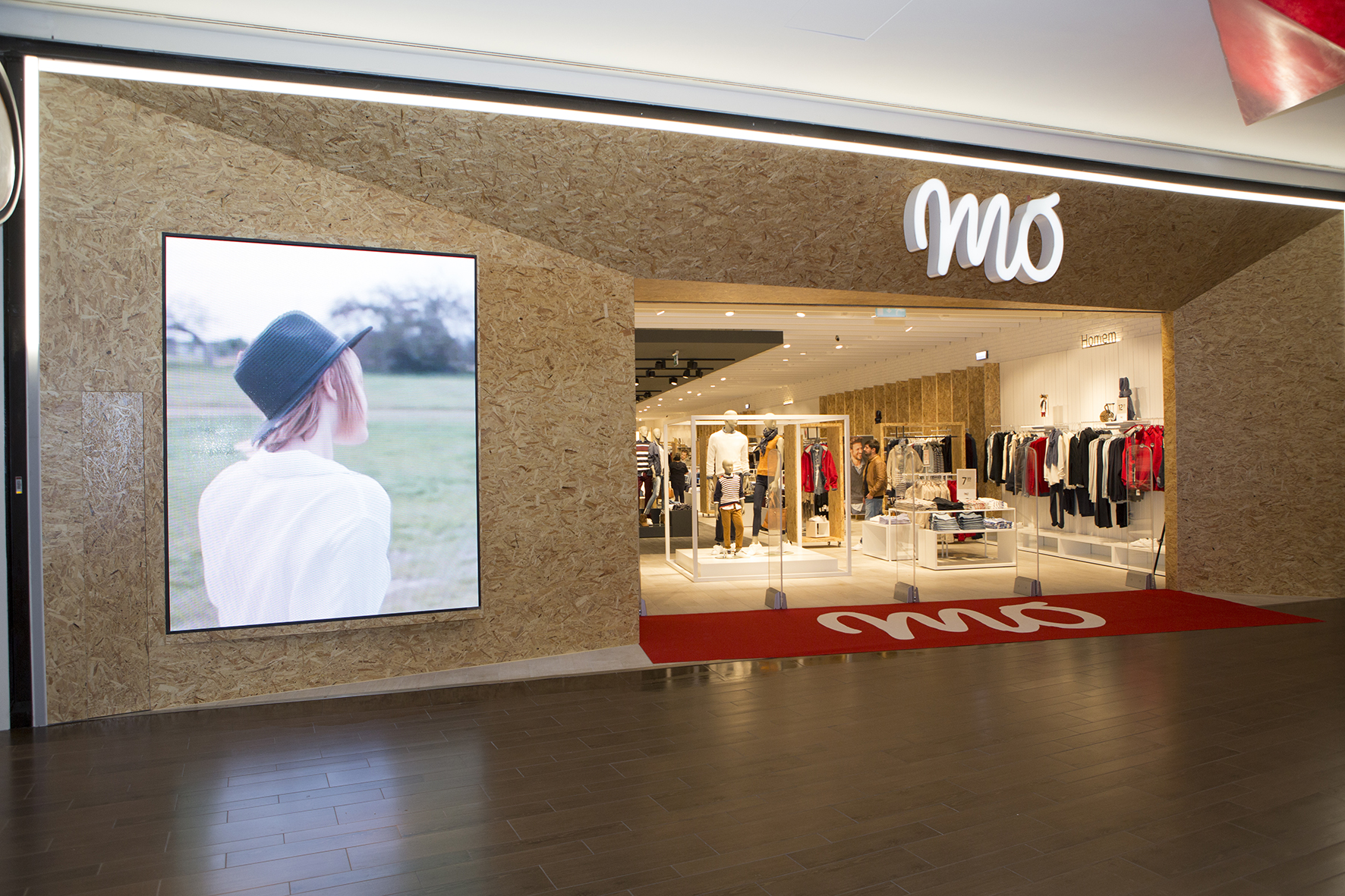
As Lojas MO localizam-se em centros comerciais selecionados, com um estilo próprio e uniformizado
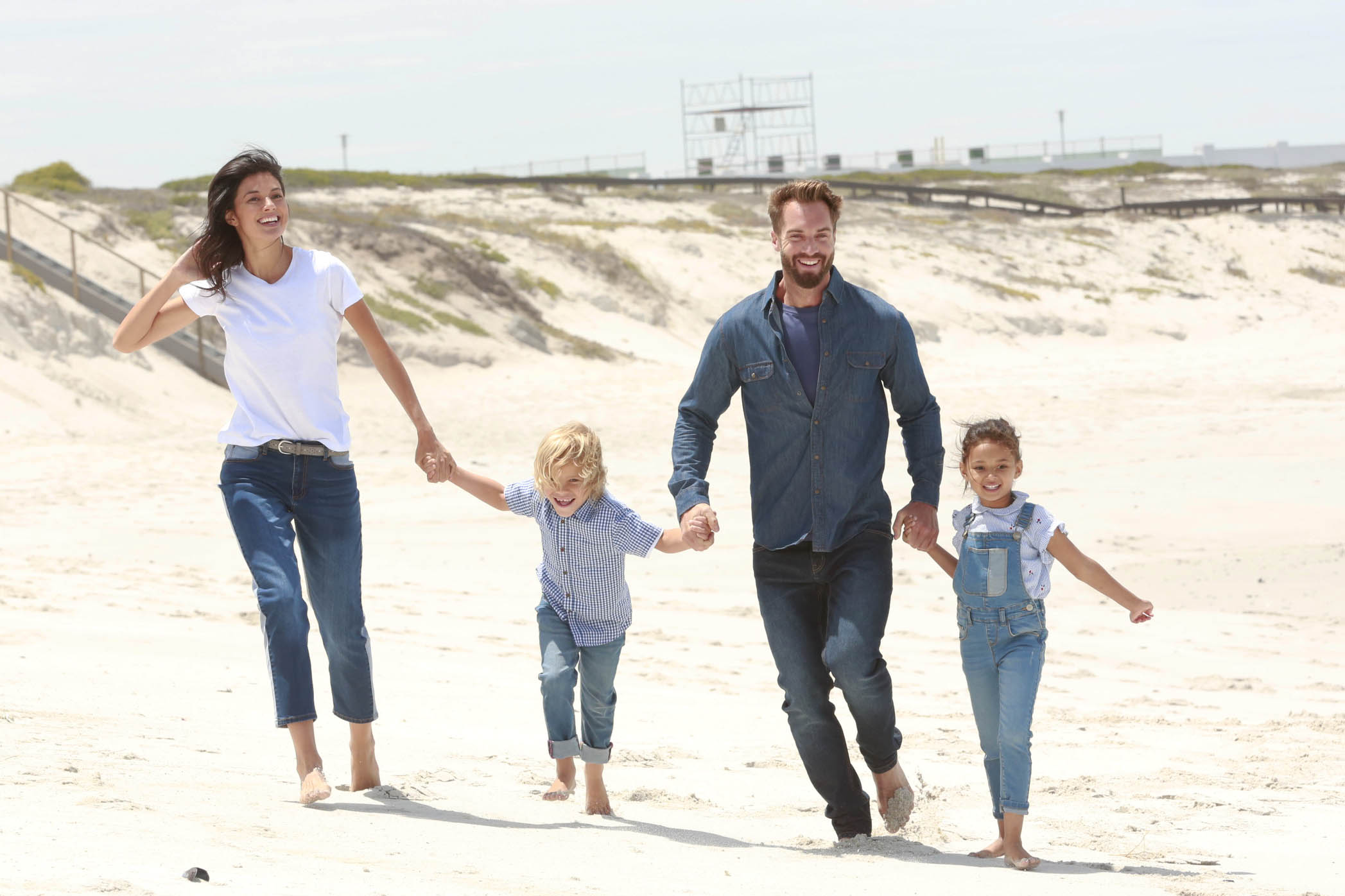
A marca posiciona-se, no seu design e comunicação, como um estilo jovem, descontraído e  atual para toda a família
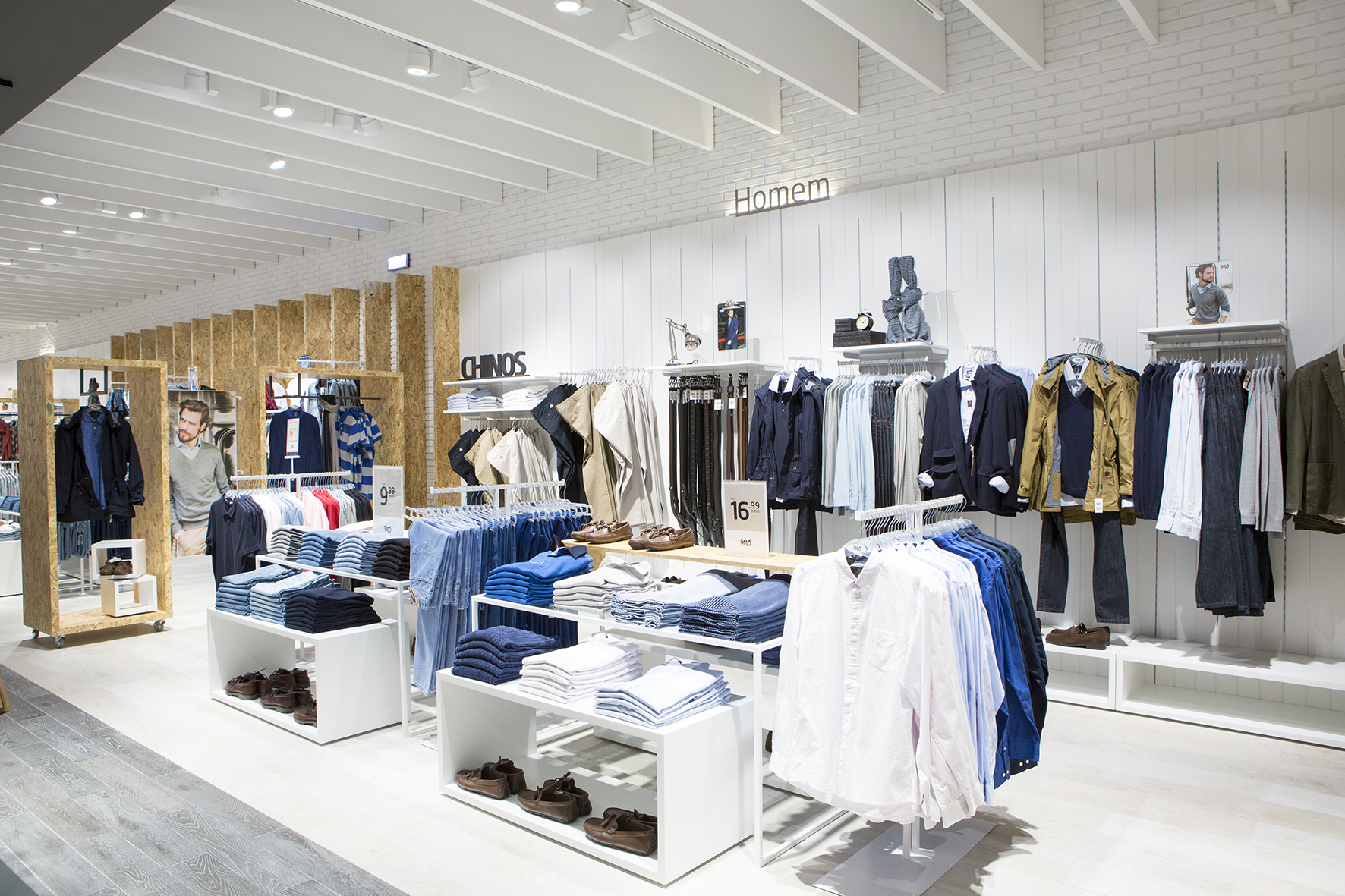
Segundo a própria empresa, as Lojas MO visam criar uma experiência próxima, prática e agradável para todos os seus segmentos de público
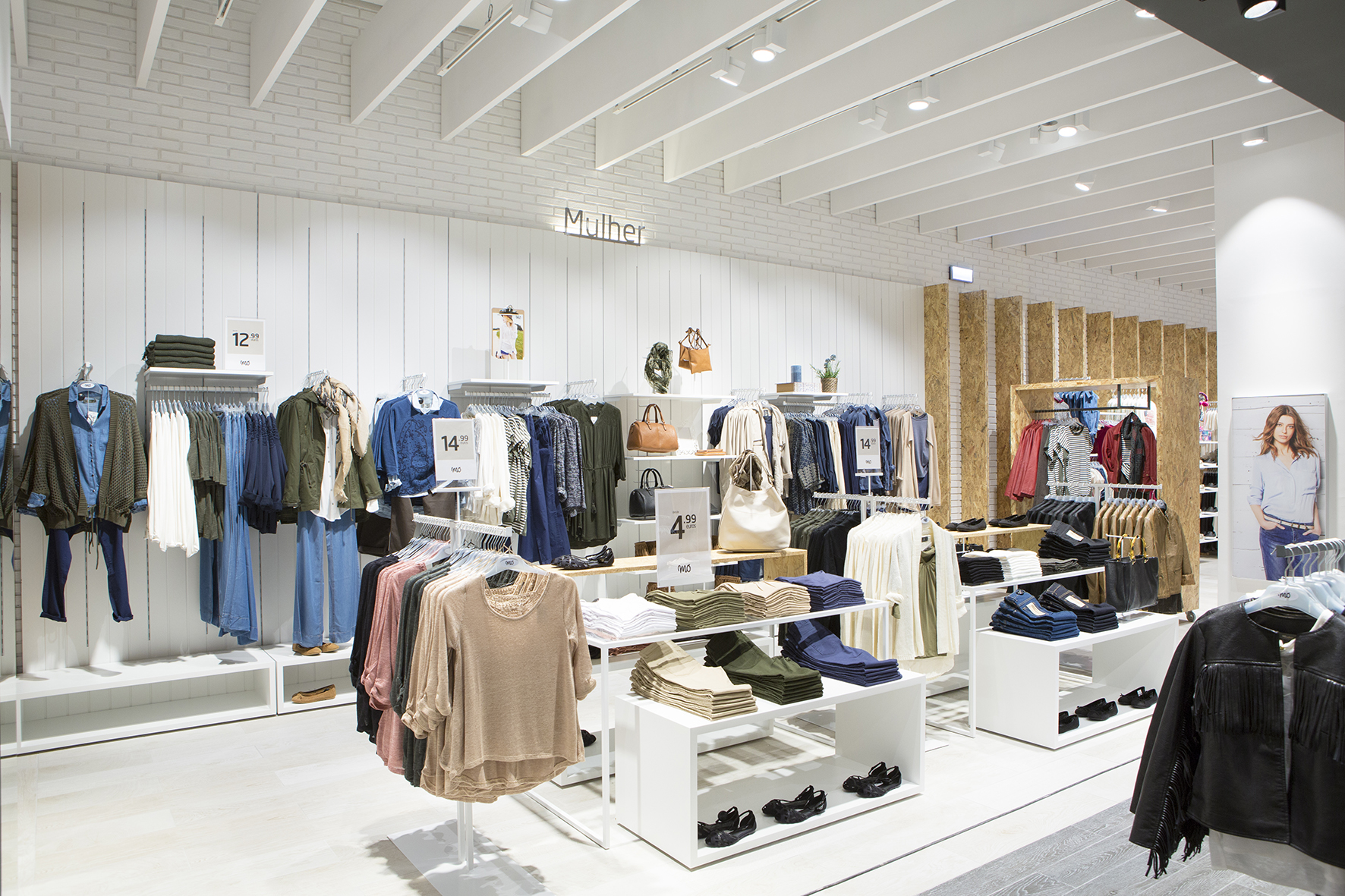
Cada Loja MO está dividida em secções claramente identificáveis, segundo o segmento a que se destina